# 桜の聖母学院幼稚園
桜の聖母学院幼稚園（さくらのせいぼがくいんようちえん）は、福島県福島市花園町にある私立幼稚園（共学校）。

## 概要
- 2008年に設置者「学法法人桜の聖母学院」が、福岡県北九州市に本部を置く学校法人明治学園と法人合併して学校法人コングレガシオン・ド・ノートルダムに組織変更。福島市花園町に、系列の小学校・短期大学、同市野田町に、系列の中学校・高等学校が存在する。小学校は男女共学であるが、中学校・高等学校は女子校である。

## 沿革
- 1938年 - 雛菊幼稚園を開設。
- 1941年 - 太平洋戦争により閉鎖。
- 1948年 - 雛菊幼稚園再開。
- 1958年 - 桜の聖母学院幼稚園に名称変更。

## 進路概況
- 桜の聖母学院小学校（系列校）への進学者が多い。

## 交通
- JR東日本・阿武隈急行・福島交通福島駅東口から市内循環ももりんバス1コース・2コースで約15分
- 福島交通路線バス、市役所前バス停下車徒歩約1分